# 贾洛镇
贾洛镇，是中华人民共和国四川省阿坝藏族羌族自治州阿坝县下辖的一个行政建制镇。
2020年6月，四川省人民政府批复同意阿坝州调整阿坝县等6个县部分乡镇行政区划。其中，贾柯河牧场管理区域划归贾洛镇管辖，贾洛镇人民政府驻曼巴洛村扎西东路59号。

## 行政区划
贾洛镇下辖以下地区：
勒坤玛村、曼巴洛村、拿昌玛村、措德洛村、合拉玛村和日阿洛村。